# 서울 그란츠 리버파크
서울 그란츠 리버파크(영어: GLAnZ Riverpark)는 대한민국 서울특별시 강동구 성내동에 위치하고 있다다. 드디어 완공하고 입주했다. 최고 층수 높은 지상 층에 높은 시설이 있다. 최고 높이는 132m이고 최고 층수는 지상 42층이다. 101동 층수는 지상 42층, 지하 7층이고 102동 층수는 지상 38층, 지하 7층이다. 2023년에 착공하여 2024년 2월 분양이 완료되고 2025년에 완공하였다. 그란츠(GLAnZ)는 Great Life A and Z의 줄임말이다. 대.대대

## 역사
2020년 성내5구역이 들어선다고 한다. 아파트 가구 수는 427가구고 임대주택과 주상복합이 들어선다고 한다. 2021년에 42층 주상복합 아파트가 들어선다고 한다. 2022년 재개발 사업이 이뤄지고 있다. 2023년에 착공하여 공사가 시작되었다. e편한세상 강동 한강그란츠가 분양할 예정이라고 계획한다. 2024년 1월에  그란츠 리버파크가 분양한다고 한다. 2월 공사 당시 분양이 완료되었다. 2025년에 입주했다. 완공 후 서울특별시 강동구에서 높은 건물이 되었다.

## 구성
서울 그란츠 리버파크의 구성이다.
| 동 명칭 | 층수 | 높이 |
| ------- | ---- | ---- |
| 101동   | 42층 | 132m |
| 102동   | 38층 | 132m |

## 높이
지상 42층 높이 자랑한다. 높이는 132m이고 층수는 101동 42층, 102동 38층이다. 완공 당시 높은 아파트가 되었다. 강동구에서 완공된 랜드마크인데 랜드마크 아파트다. 강동구 성내동에서 최초로 40층 이상이 아파트가 들어선 것은 처음이다. 2025년에 들어선 것이다. 2025년 공사 당시 성내동에서 최초로 40층 이상 올라간 건축물이 되었다.

## 특징
강동구에서 완공된 아파트다. 완공 당시 랜드마크가 되었다. 강동구 첫 하이엔드 주상복합 아파트다. 총 2개동, 최고 42층, 총 407가구가 있다. 그란츠(GLAnZ)는 Great Life A and Z의 줄임말이다. 101동 저층부는 옥상 유리난간이고 전이층 마감 고급석재다. 루프탑 가든이 있다. 102동 문주 디자인 특화, 경관조명 특화, 외벽 커튼월룩, 세대 유리난간(전면부)다. 강동구 성내5구역에 들어선 아파트다.

## 내부 시설

### 101동
| 층수                | 시설                             |
| ------------------- | -------------------------------- |
| 25층 ~ 42층         | 아파트                           |
| 24층                | 피난안전구역                     |
| 4층 ~ 23층          | 아파트                           |
| 2층 ~ 3층           | 주민공동시설, 근린생활시설       |
| 1층                 | 로비, 주민공동시설, 근린생활시설 |
| 지하 7층 ~ 지하 1층 | 지하주차장                       |

### 102동
| 층수                | 시설                             |
| ------------------- | -------------------------------- |
| 25층 ~ 38층         | 아파트                           |
| 24층                | 피난안전구역                     |
| 4층 ~ 23층          | 아파트                           |
| 2층 ~ 3층           | 주민공동시설, 근린생활시설       |
| 1층                 | 로비, 주민공동시설, 근린생활시설 |
| 지하 7층 ~ 지하 1층 | 지하주차장                       |

## 같이 보기
- 서울 강동구의 마천루 목록